# CDU/CSU-Fraktionsvorsitzendenkonferenz
Die Fraktionsvorsitzendenkonferenz (FVK) der CDU/CSU-Fraktionen in den Ländern, des Bundes und des Europaparlaments ist ein Gremium der Selbstkoordination der Unionsfraktionen. Die Konferenz setzt sich aus den Vorsitzenden der Unionsfraktionen der Landtage, des Bundestags und dem Vorsitzenden der CDU/CSU-Gruppe in der EVP-Fraktion im Europaparlament zusammen. Seit Juni 2023 ist der CDU-Fraktionsvorsitzende im Landtag von Baden-Württemberg Manuel Hagel der Vorsitzende der CDU/CSU-Fraktionsvorsitzendenkonferenz.

## Geschichte
Die erste Sitzung der Fraktionsvorsitzendenkonferenz fand 1956 in Düsseldorf statt. Hier wurde auch beschlossen, dass die Fraktionsvorsitzenden, ihre Stellvertreter sowie die Geschäftsführer sich in regelmäßigen Abständen treffen sollen. 1973 in Goslar wählte die Fraktionsvorsitzendenkonferenz erstmals einen Ständigen Beauftragten.

## Vorsitzende
- 1973–1980 Heinrich Köppler (Nordrhein-Westfalen)[2]
- 1981–1986 Gottfried Milde (Hessen)[3]
- 1986–1989 Hartmut Perschau (Hamburg)[2]
- 1989–1990 Bernhard Worms (Nordrhein-Westfalen)[2]
- 1990–1991 Erwin Teufel (Baden-Württemberg)[3]
- 1991–1993 Manfred Kanther (Hessen)[3]
- 1993–1997 Alois Glück (Bayern)[4]
- 1998–2006 Christoph Böhr (Rheinland-Pfalz)[5]
- 2006–2007 Joachim Herrmann (Bayern)[5]
- 2007–2013 Christean Wagner (Hessen)[6]
- 2013–2020 Mike Mohring (Thüringen)[7]
- 2020–2023 Thomas Kreuzer (Bayern)[8]
- seit 2023 Manuel Hagel (Baden-Württemberg)[9]

## Große Fraktionsvorsitzendenkonferenz
Zur Großen Fraktionsvorsitzendenkonferenz finden sich einmal jährlich sämtliche CDU/CSU-Fraktionsvorstände (Fraktionsvorsitzende und ihre Stellvertreter sowie Parlamentarische Geschäftsführer und Fraktionsgeschäftsführer) für bis zu zwei Tage in einem Bundesland zusammen. Inhalt dieser Treffen sind gemeinsame, bundesländerübergreifende Initiativen und Anträge, die sämtliche Politikfelder betreffen können.